# Shahid Buttar
Shahid Ali Buttar és un activista i advocat estatunidenc.

## Biografia

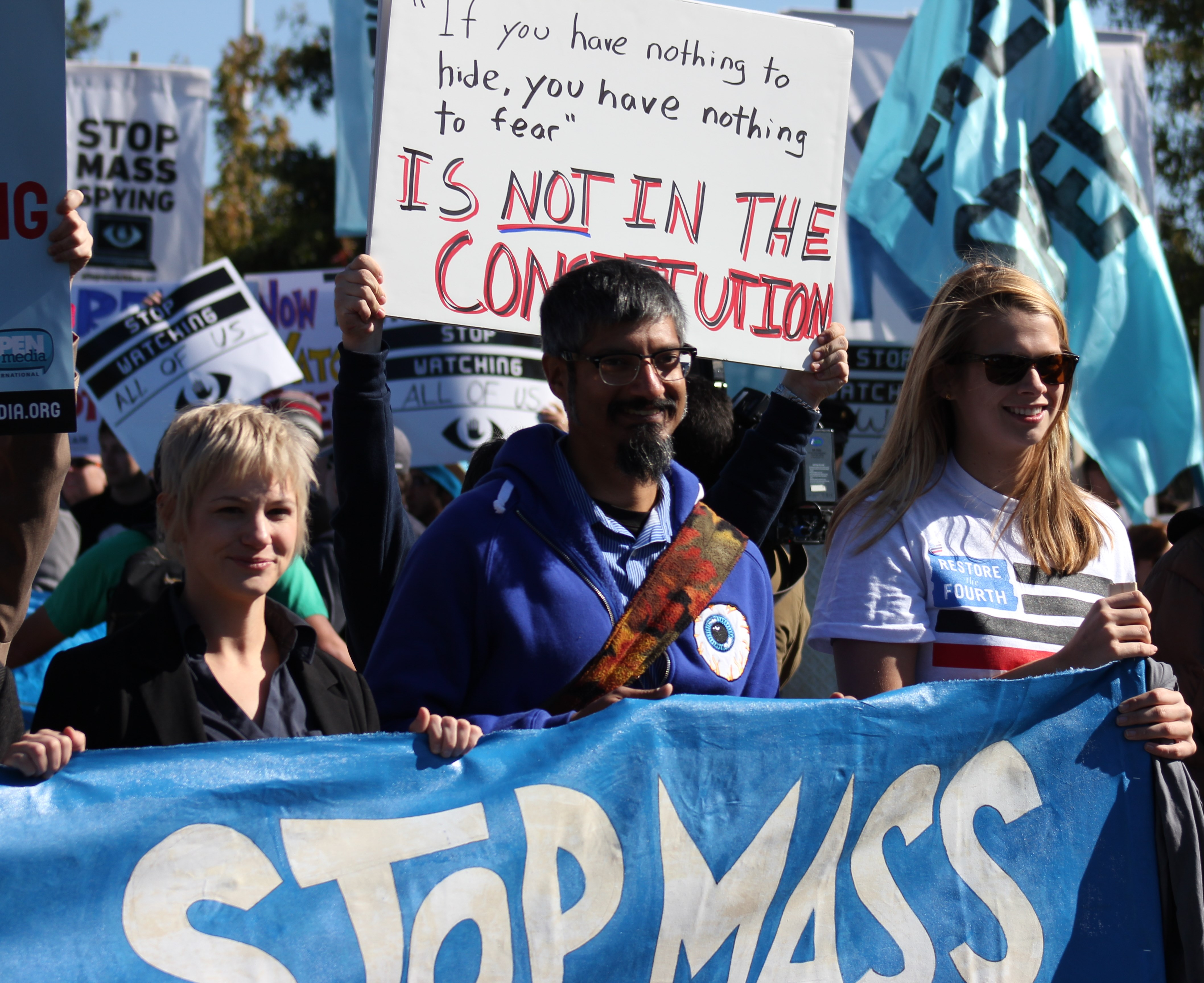
Fotografiat a Washington DC en 2013, durant una manifestació en contra de la vigilància massiva.

Natural de Londres (Regne Unit), amb família d'origen pakistanès, va immigrar als Estats Units d'Amèrica. S'hi va graduar per la Universitat Loyola de Chicago i per la Stanford Law School, on va participar com a activista en protestes contra la guerra de l'Iraq i en contra del racial profiling.
Establert a San Francisco, a esdevenir director de la Electronic Frontier Foundation, una plataforma que promou les llibertats civils a internet. Es va presentar a les primàries del Partit Demòcrata de 2018 per seleccionar el candidat per al districte congressual número 12 de Califòrnia de la Cambra de Representants. Defensor del Medicare for All, el Green New Deal i la fi de la vigilància massiva, Buttar es va postular de nou per a les primàries del Partit Demòcrata de 2020 per determinar el candidat del mateix districte i aspirar així a desbancar a Nancy Pelosi, presidenta de la Cambra.